# Невада (округ, Арканзас)
Шаблон:StateAbbr_ 33°39′40″ пн. ш. 93°18′03″ зх. д. / 33.661111111111° пн. ш. 93.300833333333° зх. д.
Округ Невада (англ. Nevada County) — округ (графство) у штаті Арканзас. Ідентифікатор округу 05099.

## Історія
Округ утворений 1871 року.

## Демографія
За даними перепису
2000 року
загальне населення округу становило 9955 осіб, зокрема міського населення було 3016, а сільського — 6939.
Серед мешканців округу чоловіків було 4833, а жінок — 5122. В окрузі було 3893 домогосподарства, 2723 родин, які мешкали в 4751 будинках.
Середній розмір родини становив 3,02.
Віковий розподіл населення поданий у таблиці:
| Стать    | До 15 років | 15-21 | 22-29 | 30-39 | 40-49 | 50-65 | 65-85 | Понад 85 |
| -------- | ----------- | ----- | ----- | ----- | ----- | ----- | ----- | -------- |
| Чоловіки | 1048        | 535   | 470   | 676   | 672   | 820   | 547   | 65       |
| Жінки    | 992         | 463   | 463   | 681   | 667   | 862   | 833   | 161      |

## Суміжні округи
- Кларк — північний схід
- Вошіта — схід
- Колумбія — південь
- Лафаєтт — південний захід
- Гемпстед — захід
- Пайк — північний захід

## Виноски
1. ↑  U.S. Decennial Census. United States Census Bureau. Архів оригіналу за 4 квітня 2018. Процитовано 27 серпня 2015.
2. ↑  Historical Census Browser. University of Virginia Library. Архів оригіналу за 11 серпня 2012. Процитовано 27 серпня 2015.
3. ↑  Forstall, Richard L., ред. (27 березня 1995). Population of Counties by Decennial Census: 1900 to 1990. United States Census Bureau. Архів оригіналу за 24 вересня 2015. Процитовано 27 серпня 2015.
4. ↑  Census 2000 PHC-T-4. Ranking Tables for Counties: 1990 and 2000 (PDF). United States Census Bureau. 2 квітня 2001. Архів оригіналу (PDF) за 18 грудня 2014. Процитовано 27 серпня 2015.
5. ↑  State & County QuickFacts. United States Census Bureau. Архів оригіналу за 7 червня 2011. Процитовано 23 травня 2014.(англ.) Наведено за англійською вікіпедією.
6. ↑  American FactFinder. Бюро перепису населення США. Архів оригіналу за 26 лютого 2012. Процитовано 31 січня 2008.

| США | Це незавершена стаття з географії США. Ви можете допомогти проєкту, виправивши або дописавши її. |